# Аспен-ан-Лаведан
Аспе́н-ан-Лаведа́н (фр. Aspin-en-Lavedan, окс. Aspin) — коммуна во Франции, находится в регионе Юг — Пиренеи. Департамент — Верхние Пиренеи. Входит в состав кантона Лурд-Уэст. Округ коммуны — Аржелес-Газост.
Код INSEE коммуны — 65040.

## География
Коммуна расположена приблизительно в 670 км к югу от Парижа, в 135 км юго-западнее Тулузы, в 20 км к юго-западу от Тарба.
Коммуна расположена в долине Батсюргер. На востоке коммуны протекает река Гав-де-По.

## Климат
Климат умеренно-океанический с солнечной тёплой погодой и обильными осадками на протяжении практически всего года.

## Население
Население коммуны на 2010 год составляло 246 человек.
| 1962 | 1968 | 1975 | 1982 | 1990 | 1999 | 2010 |
| ---- | ---- | ---- | ---- | ---- | ---- | ---- |
| 185  | 173  | 227  | 257  | 256  | 223  | 246  |

## Администрация
| Период | Период | Фамилия      | Партия | Примечания |
| ------ | ------ | ------------ | ------ | ---------- |
| 2001   | 2014   | Леон Сарниге |        |            |
| 2014   | 2020   | Андре Лаборд |        |            |

## Экономика
В 2010 году среди 152 человек трудоспособного возраста (15-64 лет) 127 были экономически активными, 25 — неактивными (показатель активности — 83,6 %, в 1999 году было 71,1 %). Из 127 активных жителей работали 114 человек (59 мужчин и 55 женщин), безработных было 13 (5 мужчин и 8 женщин). Среди 25 неактивных 8 человек были учениками или студентами, 14 — пенсионерами, 3 были неактивными по другим причинам.

## Достопримечательности
- Церковь Успения Божьей Матери